# Condado de Racibórz
Condado de Racibórz (polaco: powiat raciborski) é um powiat (condado) da Polónia, na voivodia de Silésia . A sede do condado é a cidade de Racibórz. Estende-se por uma área de 543,98 km², com 111 204 habitantes, segundo os censos de 2006, com uma densidade 211,64 hab/km².

## Demografia
População (dados de 30 de Junho de 2005):
|          | Total   | Total | Mulheres | Mulheres | Homens  | Homens |
| -------- | ------- | ----- | -------- | -------- | ------- | ------ |
|          | pessoas | %     | pessoas  | %        | pessoas | %      |
| Total    | 112 299 | 100   | 58 237   | 51,9     | 54 062  | 48,1   |
| Cidades  | 65 865  | 100   | 34 356   | 52,2     | 31 509  | 47,8   |
| Povoados | 46 434  | 100   | 23 881   | 51,4     | 22 553  | 48,6   |